# Yva
Yva, cuyo nombre real era Else Ernestine Neuländer-Simon (Berlín, 26 de enero de 1900 - Campo de concentración de Majdanek, 1942) fue una fotógrafa alemana.
Era la hija más pequeña en una familia judía con nueve hijos. Su familia se dedicaba a la confección, siendo su padre un comerciante y su madre modista en la empresa familiar. Con 25 años abrió un estudio fotográfico en la calle Friedrich-Wilhelm, 17 de Berlín, dedicándose a fotografía de moda y retratos, adoptando el nombre artístico de Yva. Pronto se trasladó a la calle Bleibtreustraße y después a Schlüterstraße 45. Estuvo colaborando con Heinz Hajek-Halke hasta 1926. En 1934 se casó con Alfred Simon que pasó a encargarse de la gestión del estudio.
Su trabajo alcanzó bastante relevancia en esos años y también publicó en diferentes revistas y publicaciones entre las que se encuentran Die Dame, Uhu, Berliner Illustrirte Zeitung, Münchner Illustrierte Presse y Das Deutsche Lichtbild. A partir de 1929 estuvo trabajando para la editorial Ullstein Verlag.
Su trabajo se enfocó hacia la publicidad y realizó fotografías empleando el método de varias exposiciones sobre un negativo. Realizó diversas exposiciones y entre otras participó en la exposición colectiva Film und Foto de Stuttgart.
Con la llegada al poder del nazismo se le fueron imponiendo limitaciones y en 1936 se le prohibió regentar el estudio fotográfico y realizar fotografías, aunque realizó un cambio de titularidad para su amiga Charlotte Weidler pero en 1938 tuvo que cerrar. Tras trabajar, a su pesar, haciendo radiografías en un hospital judío, la Gestapo la detuvo junto a su marido el 1 de junio de 1942.
El 13 de junio fue deportada al campo de concentración de Majdanek donde se supone que fue asesinada el 15 de junio de 1942, aunque en el registro aparece fallecida el 31 de diciembre de 1944.
En Berlín existe una calle con su nombre.